# Juan Primo de la Guerra y del Hoyo
Juan Primo de la Guerra y del Hoyo fue el tercer Vizconde de Buen Paso. Nació en San Cristóbal de La Laguna (Tenerife) en 1775 y falleció en Santa Cruz de Tenerife en 1810. 
Participó en la defensa de Santa Cruz de Tenerife contra el Almirante Nelson.
Escribió y publicó un Diario (1800-1810) con noticias políticas y sociales de las islas y acontecimientos de su vida.